# Kleine Ustjinskibrücke

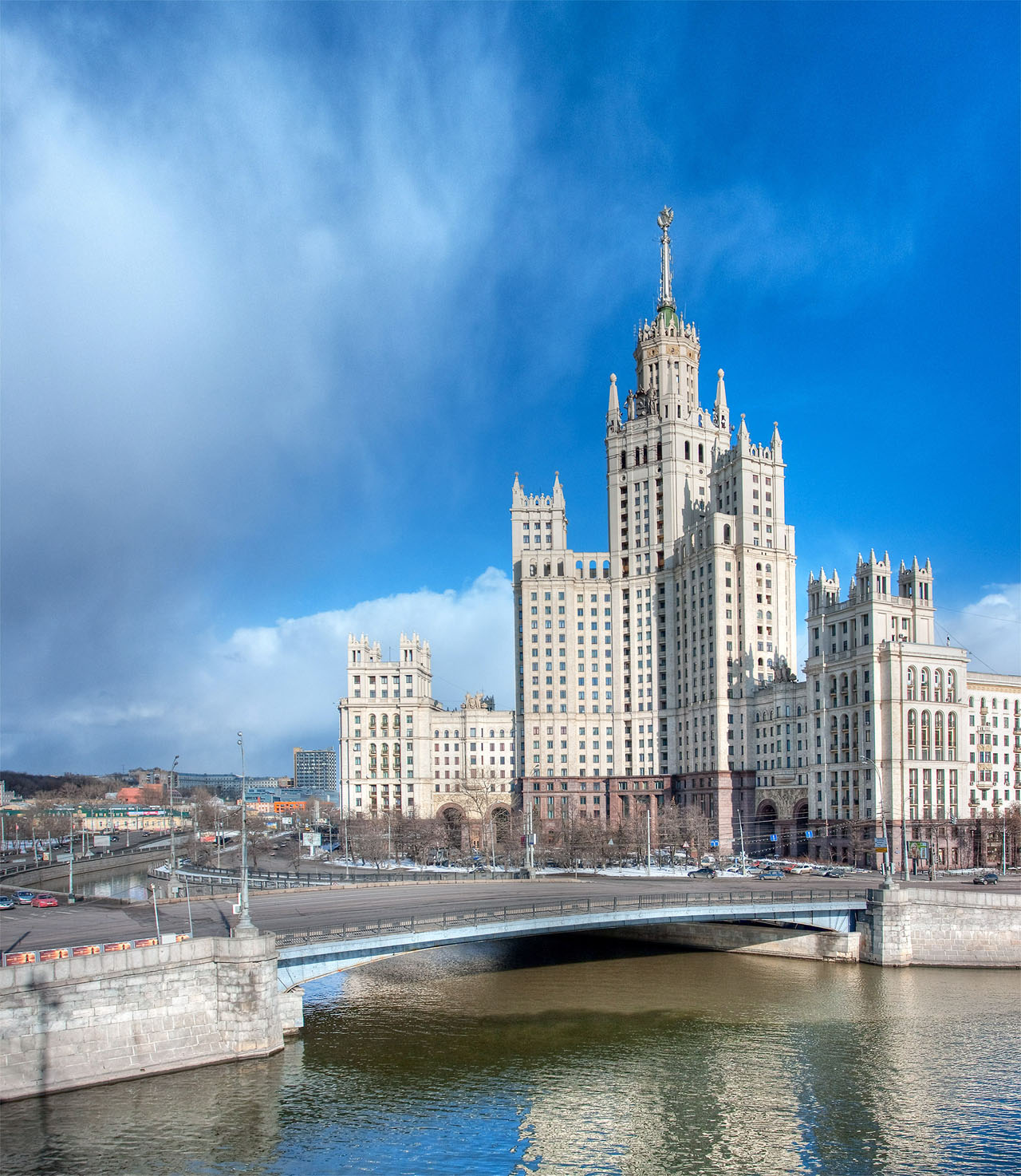
Die Kleine Ustjinskibrücke und das Hochgebäude an der Kotelnitscheskaja-Uferstraße

Die Kleine Ustjinskibrücke (russisch Малый Устьинский мост Maly Ustjinski most) ist eine Bogenbrücke aus Stahl über den Fluss Jausa im Zentralen Verwaltungsbezirk Moskaus, die sich unmittelbar über der Mündung der Jausa in die Moskwa befindet. Ustje bedeutet Mündung.
Eine erste Brücke wurde dort über die Jausa im Jahr 1883 errichtet. Gleichzeitig mit der Großen Ustjinskibrücke wurde sie 1938 durch eine neue Brücke aus Metall ersetzt. Das Projekt entstand nach Plänen des Architekten I.W. Tkatschenko und die Bauausführung wurde vom Ingenieur M.D. Gaiworonski geleitet. Die Brücke ist im Grundriss trapezförmig, da sie die expandierende Mündung der Jausa überspannt. Ihre Länge beträgt bis zu 64,4 Meter, die Breite 40 Meter. In den Jahren 2009 bis 2011 wurde die Kleine Ustjinskibrücke renoviert.